# Dawḩat Salwá
Dawḩat Salwá (arabiska: دَوْحَة سَلْوَى) är en vik mellan Qatar, Saudiarabien och Bahrain. Den utgör södra delen av Bahrainbukten.